# Молода кров (альбом)
«Молода кров» — сьомий студійний альбом українськомовний студійний альбом дуетів української співачки Тіни Кароль , випущений 21 серпня 2021 року. Платівка є десятою в дискографії співачки.

## Опис
«Молода кров» — музичний альбом дуетів Тіни Кароль  . Цей реліз приурочений до 30-річчя Дня незалежності України. Тіна заспівала дуетні пісні з такими артистами, як Wellboy, Latexfauna,  Alina Pash, Самнасам, Ivan Navi, Nikita Lomakin та група Kazka.
«Я надзвичайно зворушена представити альбом «Молода кров» та виконавців нової формації. Тим самим я хочу привітати Україну з Днем народження, з 30-ти річчям! Аби ви знали, що все в майбутнєму залежить від нас самих: наскільки ми будемо об’єднанні в своїй ідеї, в своїй самоідентифікації. Мені дуже приємно, що саме в цьому альбомі, в цих піснях звучать ті голоси, які будуть звучати у майбутнєму», —  говорить Тіна Кароль.
Місія цих колаборацій в тому, щоб поповнити каталог української музики сучасними піснями, а також відкрити для широкої аудиторії нові імена. 

## Передісторія
Тіна Кароль зізналася — реалізувала проект майже повністю за свій рахунок. І дуже сподівається, що це лише початок, і буде «Молода кров» друга, третя, четверта частини. Нещодавно Тіна продала свій NFT-лот — унікальний цифровий автограф як відбиток пальца. Отримані кошти Тіна Кароль передала на розвиток свого музичного проекту «Молода кров»
«Усі виручені засоби передаю в проект «Молода кров» — майбутній україномовний альбом, вихід якого приурочений до дня незалежності України. У нім ви почуєте несподівані дуети і ми разом відкриємо нові імена. Важливо пам'ятати історію і створювати нову. Проект «Молода кров» про музику і молодих виконавців, які звучатимуть завтра», — написала Тіна.
Пізніше стало відомо, що покупець придбав лот за 12,4 BNB, а це приблизно 103,7 тис. грн.

## Просування
20 серпня у студії ранкового шоу Сніданок з 1+1 Олександр Ткаченко, Міністр культури та інформаційної політики України, разом зі співачкою Тіною Кароль презентували проєкт «Молода кров», приурочений до 30-річчя Незалежності України. Це альбом колаборацій, який поповнить каталог української музики сучасними піснями, а також відкриє для широкої аудиторії нові імена.
«Музика завжди була з нами: у складні і піднесені часи Незалежності України. Проект Тіни Кароль «Молода кров» —  сміливе об’єднання, серед пісень у якому точно є такі, що увійдуть в історію. Радий, що ми презентуємо таку свіжу та потужну колаборацію напередодні 30-ї річниці Незалежності.

Вдячний Тіні за ідею та реалізацію цього вагомого кроку, який робить молодих і сучасних артистів помітними для всієї країни», —  сказав Міністр про альбом дуетів «Молода кров»
Тіна Кароль разом з групою KAZKA представила україномовну пісню "Зірочка". Співачки виступили з новою піснею на "Вечері прем'єр" з Катериною Осадчою. 

## Сингли
13 серпня 2021 року Тіна випустила дуетну пісню "Зірочка" з групою KAZKA.  Це перший трек з україномовного альбому дуетів "Молода кров". Другим синглом з альбому, стала композиція "Bounty", що вийшла 17 серпня того ж року. Сингл записаний спільно з українською групою Latexfauna

## Список композицій
| #  | Назва               | Автор слів                               | Автор музики                       | Тривалість |
| -- | ------------------- | ---------------------------------------- | ---------------------------------- | ---------- |
| 1. | «Черкай Іскру»      | Тіна Кароль D'Meetri Griffin             | Тіна Кароль Omer Agca              | 3:17       |
| 2. | «Bounty»            | Ілья Случанко Тіна Кароль Дмитро Зезюлин | Тіна Кароль О. Мельніков А. Димань | 4:22       |
| 3. | «Здатен»            | Евгений Гарбаренко Кондрашин Вячеслав    | Тіна Кароль Самовілов Юрій         | 2:55       |
| 4. | «Ангели все знають» | Ігнатченко Андрій D’Meetri Griffin       | Omer Agca Тіна Кароль              | 2:54       |
| 5. | «Дотики»            | Міронченко В. Хонякін М.                 | Міронченко В. Хонякин М.           | 2:48       |
| 6. | «Зірочка»           | Д. Ципердюк                              | Тіна Кароль Д. Ципердюк            | 3:40       |
| 7. | «Невірний»          | D’Meetri Griffin Тина Кароль             | Omer Agca Тіна Кароль              | 3:00       |
| 8. | «Хто як не я»       | Клименко И. П. Савраненко А. Тукало O.B  | Тіна Кароль                        | 2:59       |